# Canuschiza insularis
Canuschiza insularis är en skalbaggsart som beskrevs av Marc Lacroix 1999. Canuschiza insularis ingår i släktet Canuschiza och familjen Melolonthidae. Inga underarter finns listade.